# Adekar
Adekar est une commune algérienne située dans la wilaya de Béjaïa, en Kabylie. Elle est le chef-lieu de la daïra éponyme.

## Géographie

### Situation
La commune est située au nord-ouest de la wilaya de Béjaïa et elle est limitrophe de la wilaya de Tizi Ouzou.
| Zekri (Wilaya de Tizi-Ouzou)    | Beni Ksila | Beni Ksila     |
| Yakouren (Wilaya de Tizi-Ouzou) | Adekar     | Taourirt Ighil |
| Idjeur (Wilaya de Tizi-Ouzou)   | Akfadou    | Tifra          |

### Relief et hydrologie
La commune est située dans une zone montagneuse du Djurdjura.

### Lieux-dits, quartiers et hameaux
Outre son chef-lieu éponyme Adekar-centre, la commune d'Adekar est composée des localités suivantes :
- Kebouche
- Tizi Ougueni
- Alitoum
- Hallafa
- Mechenoua
- Iouanoughène
- Mezdouille
- Ikhtaben
- Ighil Qrun
- Tighzert
- Timri Mahmoud
- Takourabt
- Tazrout
- Aït Malek
- Hriz
- Assif El Hammam
- Kiria (source thermale)
- Aït Yahia
- Ighil Ilmaten
- Thanzit
- M'Zoulem
- Takamra
- Aghouled
- Hengued
- Djebroune
- Hathou,
- Aguemoune n'Ath Amar
- Aït Saïd
- Iksilene
- Aït Maamer
- Aït Idir
- Taourirt Ighil

## Administration et politique
La commune est dirigée par une assemblée populaire communale (APC) de quinze membres et présidée par un président (maire).

## Économie
L'économie de la commune s'appuie essentiellement sur le secteur du commerce de détail et des transports. 
Elle est aussi caractérisée par l'agriculture basée sur la polyculture et l'élevage. Le cheptel est composé de bovins, dont la plupart des têtes sont élevées pour la production laitière ou la viande. On y élève également des chèvres et des moutons. 
La commune est réputée pour ses fromages (Tomme, fromages de chèvre ...).